# Kałużnik

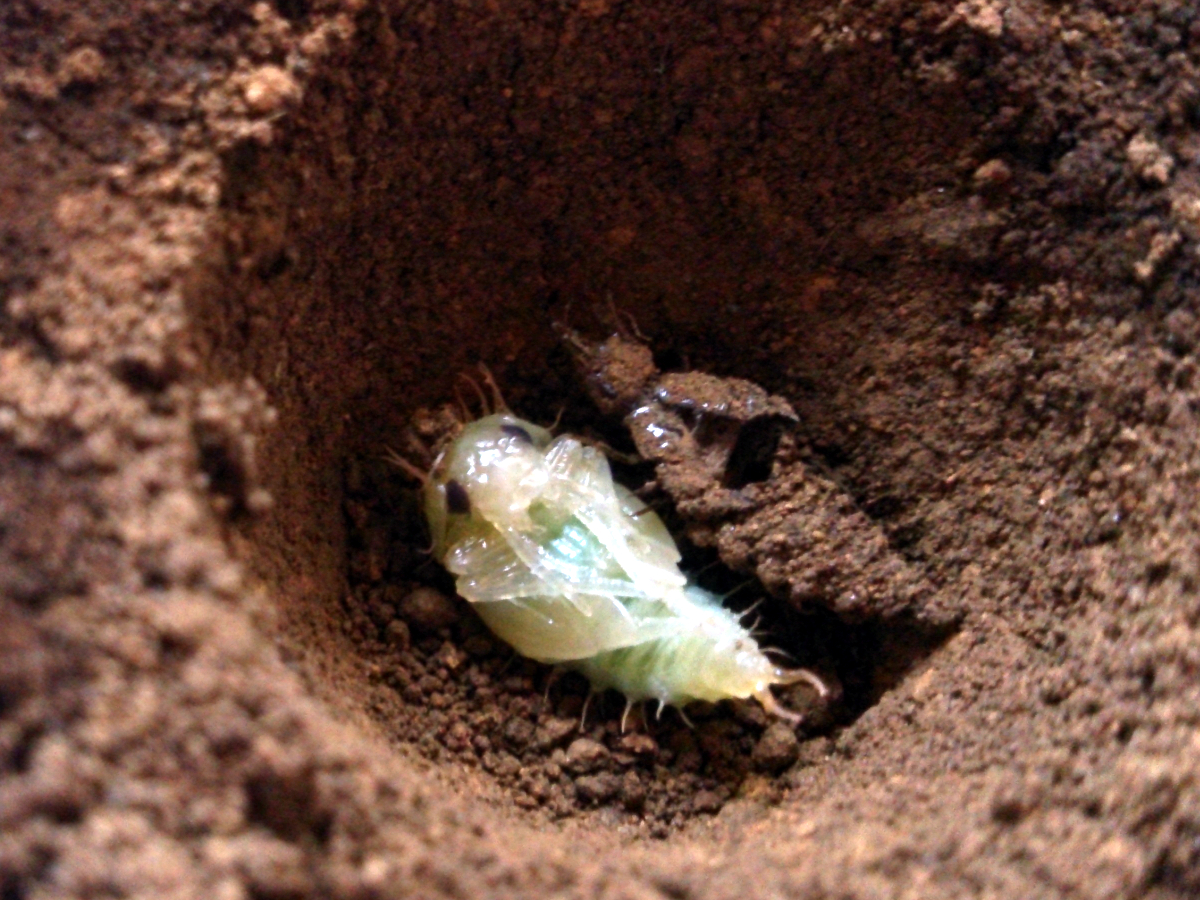
Poczwarka

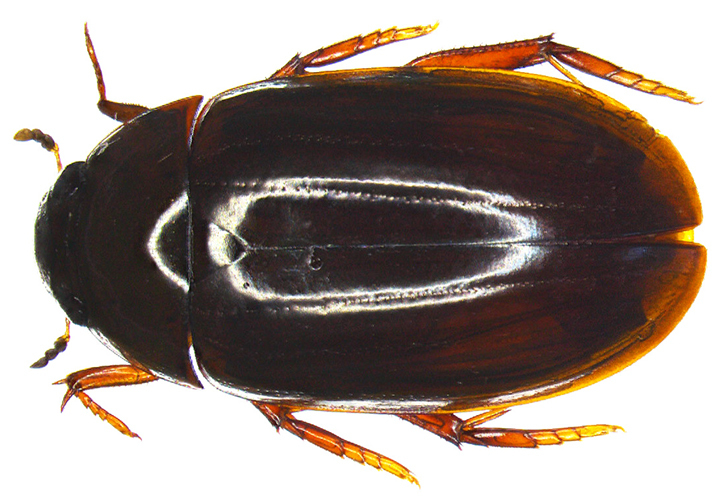
Hydrochara elliptica

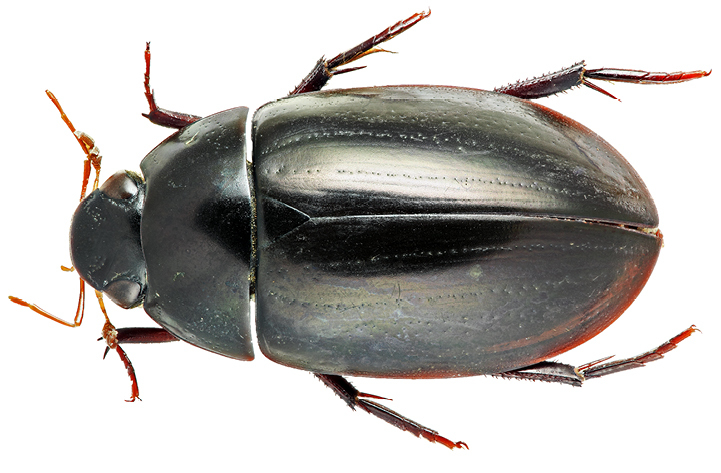
Hydrochara fulvofemorata

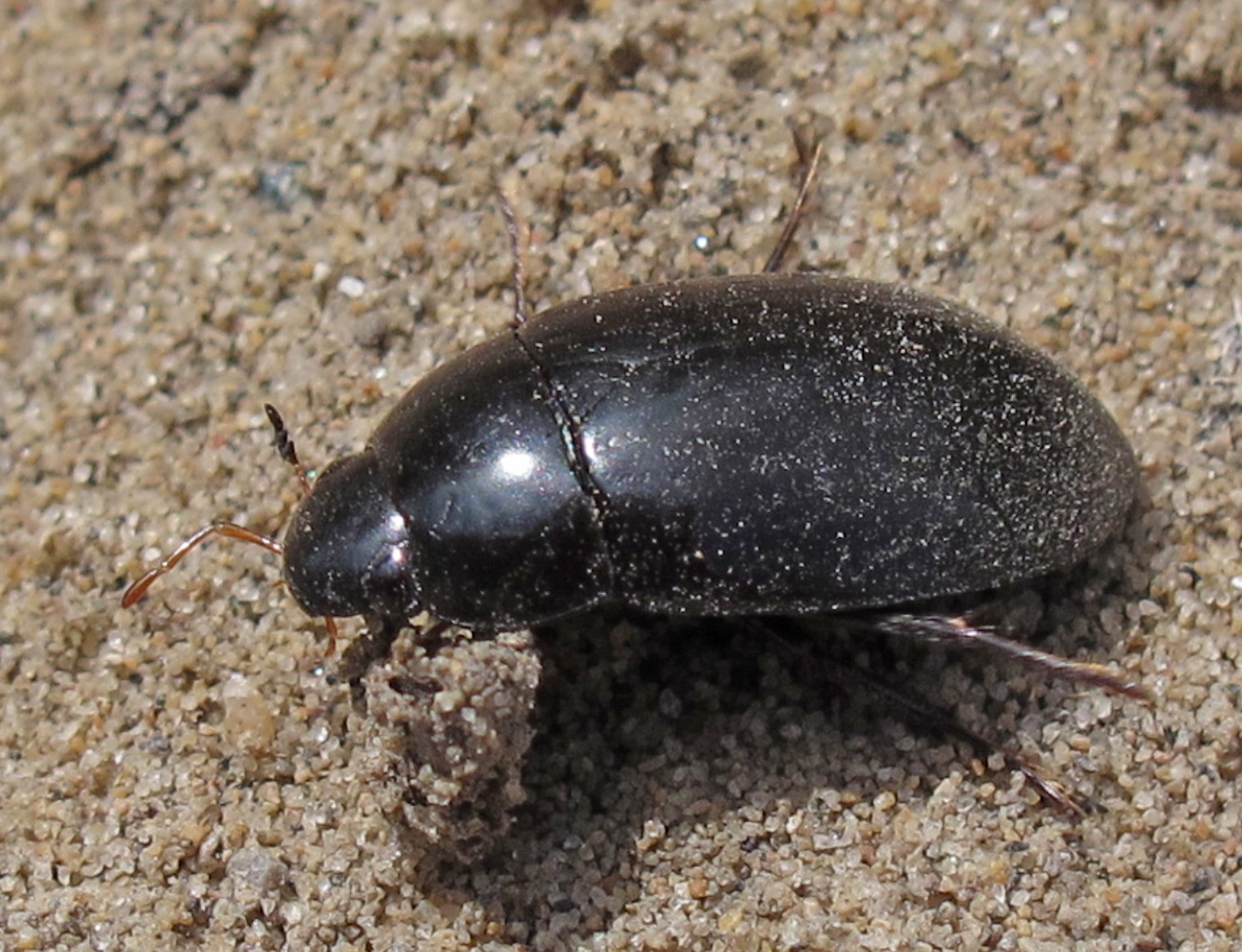
Hydrochara obtusata

Kałużnik (Hydrochara) – rodzaj chrząszczy z rodziny kałużnicowatych, podrodziny Hydrophilinae i plemienia Hydrophilini. Obejmuje niespełna 30 opisanych gatunków. Larwy i owady dorosłe żyją w wodzie, poczwarki zaś na lądzie. W zapisie kopalnym rodzaj znany jest od miocenu.

## Morfologia
Chrząszcze o ciele podługowato-owalnym, wysklepionym umiarkowanie lub dość silnie, długości od 10,5 do 15,9 mm, z wierzchu na całej powierzchni bardzo drobno i gęsto punktowanym.
Duża głowa ma bardzo duży nadustek o prostej krawędzi przedniej i rozwartych lub zaokrąglonych kątach przednio-bocznych, odgraniczony od czoła bardzo delikatnym V-kształtnym szwem. Wzdłuż krawędzi dużych i wypukłych oczu biegnie łukowaty szereg gęsto rozmieszczonych punktów okularnych. Czułki buduje dziewięć członów, z których sześć bliższych jest nagich, szósty tworzy stożkowatą kupulę z niesymetrycznym i głębokim wcięciem od spodu, a trzy wierzchołkowe formują luźno zestawioną, delikatnie i bardzo gęsto owłosioną buławkę. Pierwszy człon buławki jest półksiężycowaty lub lekko rozszerzony, pozbawiony długich szczecinek, drugi jest półksiężycowaty, a ostatni spłaszczony grzbietobrzusznie, niesymetrycznie niemal pięciokątny w obrysie. Silnie poprzeczna, na przedzie łukowato wykrojona pośrodku i zaokrąglona po bokach warga górna odznacza się pośrodkowym szeregiem grubych punktów przy nasadowej krawędzi, niewidocznym tylko u H. lineata. Małe, smukłe żuwaczki mają dwuzębne wierzchołki i gęste, długie włoski na krawędziach wewnętrznych. Głaszczki szczękowe mają człon drugi nieco dowewnętrznie zakrzywiony oraz człon wierzchołkowy krótszy od przedostatniego. U większości gatunków głaszczki szczękowe są bardzo długie, dłuższe niż szerokość nadustka. Warga dolna odznacza się płaską, dużą, poprzeczną, prawie na szczycie ściętą bródką oraz szerokim języczkiem z dwoma poprzecznymi, u szczytów gęsto oszczecinionymi płatkami. Głaszczki wargowe zwykle są krótkie, dłuższe są u tych gatunków, u których krótkie są głaszczki szczękowe. Policzki w pobliżu guli są częściowo nagie.
Przedplecze jest poprzeczne, u podstawy tak szerokie jak pokrywy, o tylnej krawędzi mniej lub bardziej dwufalistej, kątach tylnych rozwartych, ku przodowi łukowato zwężone, na przedniej krawędzi z łukowatym wykrojeniem w które ciasno wchodzi głowa. Duża tarczka ma trójkątny kształt. Pokrywy są podłużne, sklepione, w tyle szeroko-łukowate. Powierzchnia pokryw ma bardzo gęste i nadzwyczaj delikatne mikrosiateczkowanie oraz delikatne, ułożone w po pięć nieregularnych rzędów punktowanie oraz po jeden lub dwa szeregi jeszcze delikatniejszego punktowania na międzyrzędach. Nie występują rzędy przyszwowe.
Przedpiersie jest krótkie, dachowate, o pośrodkowym żeberku niewykrojonym, pozbawionym małej kępki szczecinek na przedzie, czasem z tyłu opatrzonym kolcem. Pośrodkowe części śródpiersia i zapiersia są wyniesione i zlane w długi kil, na przedzie mający wcięcie ze szczecinkami, a w tyle przedłużony w tępy lub ostry kolec, który co najwyżej lekko wykracza poza tylną krawędź pierwszego z widocznych sternitów odwłoka. Furcasternum jest owłosione.
Odnóża przedniej pary mają uda w częściach nasadowych gęsto owłosione, pozostałych zaś par uda nagie. Golenie przedniej pary mają gęsty szereg krótkich kolców na krawędzi zewnętrznej i wierzchołkowej oraz nieco mniej gęsty szereg nieco cieńszych kolców na powierzchni przedniej. Ostrogi wierzchołkowe przednich goleni są dwie, dość krótkie i lekko zakrzywione. Ostrogi goleni par pozostałych pozbawione są szeregu spikuli. Człony stóp od drugiego do piątego mają na spodzie krótkie i cienkie kolce, a w przypadku pary środkowej i tylnej także długie włoski pływne na wierzchu. U samca pazurki przednich stóp są hakowate, a pozostałych par silniej niż u samicy zakrzywione. U samicy stopień zakrzywienia wszystkich pazurków jest taki sam, równomierny, łukowaty. Ząbek nasadowy wszystkich pazurków jest tępy u samca, a zaostrzony u samicy.
Na spodzie odwłoka widocznych jest pięć wolnych sternitów (od trzeciego do siódmego), z których ostatni ma równomiernie zaokrągloną krawędź przednią i zazwyczaj pośrodku ma łatę pozbawionego punktowania, nagiego oskórka. Genitalia samca mają niezmodyfikowany, trójpłatowy edeagus.

## Ekologia i występowanie
Wszystkie gatunki należą do chrząszczy wodnych. W wodzie żyją zarówno larwy, jak i owady dorosłe, natomiast na lądzie następuje przepoczwarczenie. Zamieszkują słodkie wody stojące, najchętniej płytkie zbiorniki eutroficzne z bogatą szatą roślinną, ale preferencje ekologiczne zbadane zostały u nielicznych gatunków. Postacie dorosłe dobrze latają i często przylatują do sztucznych źródeł światła.
Rodzaj głównie holarktyczny. Dziewięć gatunków znanych jest z Nearktyki, siedem z Palearktyki, pięć z krainy etiopskiej i dwa z krainy orientalnej. W Polsce występują tylko kałużnik biegaczowaty i kałużnik żółtonogi.

## Taksonomia i ewolucja
Pierwszy gatunek kałużnika opisany został w 1758 roku przez Karola Linneusza pod nazwą Dytiscus caraboides. Johan Christian Fabricius w 1775 roku przeniósł go do rodzaju Hydrophilus. W 1815 roku William Elford Leach podzielił ów rodzaj na Hydrophilus i Hydrous, błędnie wyznaczając D. caraboides gatunkiem typowym tego pierwszego. Ważną nazwę rodzajową, Hydrochara, wprowadził dla omawianego taksonu Arnold Adolph Berthold w 1827 roku. Przez ponad sto lat nazwa ta była jednak ignorowana lub listowana jako synonim, a kałużniki wymieniano zwykle pod wprowadzoną w 1838 roku przez Frederica Williama Hope’a nazwą Hydrocharis. Błąd ten skorygował w 1931 roku Andrew Johnson Mutchler.
Całościowej rewizji rodzaju Hydrochara dokonał w 1980 roku Aleš Smetana. Na podstawie morfologicznej analizy filogenetycznej rozdzielił współczesne gatunki między siedem grup. Wyniki morfologicznej analizy filogenetycznej całych Hydrophilini Andrew E.Z. Shorta z 2010 roku podważyły jednak monofiletyzm samego rodzaju – zagnieździła się w jego obrębie grupa koronna plemienia (Brownephilus, Hydrophilus i Hydrobiomorpha). Autor ten zwrócił uwagę, że cechy diagnostyczne rodzaju są symplezjomorfiami, a synapomorfii nie znaleziono.
Do rodzaju należą:
- Hydrochara affinis Sharp, 1873
- Hydrochara brevipalpis Smetana, 1980
- Hydrochara caraboides (Linnaeus, 1758) – kałużnik biegaczowaty
- Hydrochara cultrix Smetana, 1980
- Hydrochara dichroma (Fairmaire, 1892)
- Hydrochara elliptica (Fabricius, 1801)
- Hydrochara endroedyi Smetana, 1980
- Hydrochara extricata (Scudder, 1900)
- Hydrochara flavipalpis (Boheman, 1851)
- Hydrochara flavipes (Steven in Schönherr, 1808) – kałużnik żółtonogi
- Hydrochara fulvofemorata (Fairmaire, 1869)
- Hydrochara getica (Protescu, 1938)
- Hydrochara kuntzeni (Zeuner, 1931)
- Hydrochara leechi Smetana, 1980
- Hydrochara libera Sharp, 1884
- Hydrochara lineata (LeConte, 1855)
- †Hydrochara noachica (Heer, 1847)
- Hydrochara obtusata (Say, 1823)
- Hydrochara occulta (Orchymont, 1933)
- Hydrochara rickseckeri (Horn, 1895)
- Hydrochara semenovi (Zaitzev, 1908)
- Hydrochara similis Orchymont, 1919
- Hydrochara simula Hilsenhoff & Tracy, 1982
- Hydrochara soror Smetana, 1980
- Hydrochara spangleri Smetana, 1980
- Hydrochara vicina Bameul, 1996
- Hydrochara vitalisi (Orchymont, 1919)

W zapisie kopalnym kałużniki znane są od miocenu.